# Nynke Oud
Nynke Oud (* 29. März 1994 in Sneek) ist eine niederländische Volleyballspielerin.

## Karriere
Oud begann ihre Karriere beim VC Sneek. Sie kam auch in der niederländischen Juniorinnen-Nationalmannschaft zum Einsatz. Mit Sneek wurde sie zweimal niederländische Meisterin und gewann einmal den nationalen Pokal. 2016 wechselte sie zum französischen Verein Terville Florange Olympique Club. In der Saison 2017/18 spielte sie in Schweden bei Gislaved VK. Anschließend wurde sie vom deutschen Bundesligisten 1. VC Wiesbaden verpflichtet. Mit dem Verein erreichte sie in der Saison 2018/19 im DVV-Pokal und in den Bundesliga-Playoffs jeweils das Viertelfinale. Nach der Saison 2019/20 verließ Nynke Oud Wiesbaden und wechselte zum VBC Chamalières in die Frankreich. 2021 kehrte Oud zurück in ihre Heimat zum VC Sneek.